# Монастырь Бешка
Бешка (Брезовица, Горица) — женский монастырь Сербской православной церкви в Черногории. Памятник православной архитектуры, расположенный на одноимённом острове в юго-западной части Скадарского озера, в 15 км от деревни Вирпазар. В XV веке был одним из центров просвещения и духовной жизни. Здесь были созданы многие известные рукописные книги. Принадлежит Черногорско-Приморской митрополии.
На острове есть две церкви — во имя Георгия Победоносца и в честь Благовещения Пресвятой Богородицы.
Церковь святого Георгия построена на открытом плато в 1380—1390-х годах зетским господарем Георгием II Страцимировичем Балшичем. Вероятно, в то же время основан монастырь. Церковь опекала Елена, дочь святого князя Лазаря Хребеляновича и супруга Георгия II Страцимировича Балшича, яркая представительница предренессансного движения в Черногории. После смерти Георгия II Елена Балшич отремонтировала в 1438—1440 гг. пришедшую в запустение церковь святого Георгия и построила в качестве своей усыпальницы Благовещенскую церковь.
В скриптории монастыря Бешка переписывались и печатались книги, наиболее известные из которых сборник «Шестоднев» Никона Иерусалимлянина и Горицкий сборник, содержащий переписку Елены Балшич и её духовника Никона Иерусалимлянина.
Церковь святого Георгия представляет собой образец трёхконхового сербского типа храма («трилистника»). Фасад однокупольной церкви святого Георгия увенчан высокой плоской звонницей на 3 звона. У южной стены находится могила, предположительно, основателя Георгия II Балшича. Георгиевская церковь была расписана, живопись не сохранилась.
Благовещенская церковь меньше Георгиевской, с небольшой звонницей. Западный фасад полностью декорирован каменной резьбой. Над входом строительная надпись «Сазда се храм Пресветиjе Богородице с трудом и откупом благочестивоj госпоги Jеле, дштери светопочившаго кнеза Лазара и подружие господина Гjургиjа Страцимировића, в лето 6948». Елена Балшич похоронена в южном приделе. К церкви позже пристроены два придела, южный служил усыпальницей. От южного придела остались только развалины. Благовещенская церковь была расписана, живопись не сохранилась.
Монастырь Бешка был разорён турками-османами. Церкви разрушены, фрески уничтожены.
В начале XX века король Черногории Никола I Петрович во здравие супруги Милены восстановил Благовещенскую церковь, которая была освящена в честь праздника Положения Ризы Пресвятой Богородицы, поскольку не был известен Горицкий сборник и не было сведений о первоначальном освящении церкви. В середине XX века при Иосипе Тито церковь снова пришла в запустение.
В 1980-е годы на острове велись археологические раскопки, были открыты фрагменты келий, западнее Георгиевской церкви и дорога от пристани до монастырских ворот.
1—7 февраля 2002 года монастырь заняли приверженцы Михаила (Дедеича), предстоятеля Черногорской православной церкви. После их ухода 8 февраля митрополит Амфилохий (Радович) совершил сан очищения. В том же году начато восстановление обители. В 2002 году в монастыре жил иеромонах Ефрем (Дабанович). В настоящее время это женский монастырь, в котором живут шесть сестёр: две монахини и четыре послушницы, в том числе русская из Москвы. Игуменьей является матушка Фотина.